# Youngblood (Carl Wilson)
| Recensione | Giudizio |
| ---------- | -------- |
| AllMusic   |          |

Youngblood è il secondo album discografico di Carl Wilson, pubblicato dall'etichetta discografica Caribou Records nell'aprile del 1983.

## Tracce

### LP
Lato A
1. What More Can I Say? – 3:25 (Carl Wilson, Myrna Smith-Schilling)
2. She's Mine – 3:07 (Carl Wilson, Myrna Smith-Schilling)
3. Givin' You Up – 4:40 (Carl Wilson, Myrna Smith-Schilling, Jerry Schilling)
4. One More Night Alone – 3:02 (Billy Hinsche)
5. Rockin' All Over the World – 2:57 (J. C. Fogerty)

Lato B
1. What You Do to Me – 3:54 (Joanna Hall, John Hall)
2. Young Blood – 2:40 (Jerry Leiber, Mike Stoller, Doc Pomus)
3. Of the Times – 4:07 (Carl Wilson, Myrna Smith-Schilling)
4. Too Early to Tell – 2:44 (Carl Wilson, Myrna Smith-Schilling)
5. If I Could Talk to Love – 4:10 (Carl Wilson, Myrna Smith-Schilling)
6. Time – 2:59 (Carl Wilson, Myrna Smith-Schilling)

### CD
Edizione CD del 2010, pubblicato dalla Iconoclassic Records (ICON 1019)
1. What More Can I Say? – 3:26 (Carl Wilson, Myrna Smith-Schilling)
2. She's Mine – 3:11 (Carl Wilson, Myrna Smith-Schilling)
3. Givin' You Up – 4:41 (Carl Wilson, Myrna Smith-Schilling, Jerry Schilling)
4. One More Night Alone – 3:07 (Billy Hinsche)
5. Rockin' All Over the World – 3:01 (J. C. Fogerty)
6. What You Do to Me – 3:56 (Joanna Hall, John Hall)
7. Young Blood – 2:43 (Jerry Leiber, Mike Stoller, Doc Pomus)
8. Of the Times – 4:08 (Carl Wilson, Myrna Smith-Schilling)
9. Too Early to Tell – 2:49 (Carl Wilson, Myrna Smith-Schilling)
10. If I Could Talk to Love – 4:13 (Carl Wilson, Myrna Smith-Schilling)
11. Time – 3:05 (Carl Wilson, Myrna Smith-Schilling)
12. Givin' You Up – 4:14 (Carl Wilson, Myrna Smith-Schilling, Jerry Schilling) – Traccia bonus - Single Edit

## Formazione
- Carl Wilson - voce, cori, chitarra
- Jeff Baxter - chitarra, cori
- Neil Stubenhaus - basso
- Ed Greene - batteria
- Elliott Randall - chitarra
- Billy Hinsche - tastiera, cori, chitarra
- Trevor Veitch - chitarra
- Jim Ehinger - pianoforte, tastiera
- Gerald Johnson - basso
- John Daly - chitarra
- Vinnie Colaiuta - batteria
- Nicky Hopkins - pianoforte
- Lon Price - sassofono tenore
- Bryan Cummings - sassofono tenore
- Ron Viola - sassofono tenore
- Jerry Peterson - sassofono baritono
- Lee Thornburg - sassofono tenore, flicorno
- Myrna Smith-Schilling, Timothy B. Schmit, Burton Cummings, Billie Barman, Phyllis St. James - cori

Note aggiuntive
- Jeff Baxter - produttore
- Shari Dub - assistente alla produzione
- Jerry Schilling - management
- Registrazioni e mixaggio effettuato al Cherokee Studios di Hollywood, California (Stati Uniti)
- Registrazioni aggiunte effettuate al Caribou Ranch di Nederland, Colorado ed al Westlake Studios di Los Angeles, California
- Larold Rebhun - ingegnere delle registrazioni
- Stuart Graham, Krohn McHenry, Dan Wormer, Rich Markowitz e Ric Butz - assistenti ingegnere delle registrazioni
- Mastering effettuato al Precision Lacquer da Stephen Marcussen
- Tony Lane - art direction
- Sam Emerson - fotografie

## Classifica
Singoli
| Anno | Titolo del brano  | Classifica        | Posizione raggiunta |
| ---- | ----------------- | ----------------- | ------------------- |
| 1983 | What You Do to Me | Billboard Hot 100 | 72                  |